# Beck, Bogert & Appice
Beck, Bogert & Appice foi um supergrupo de hard rock e power trio formado pelo guitarrista Jeff Beck, foi formado depois do fim do Jeff Beck Group. O grupo incluía o baixista Tim Bogert e o baterista Carmine Appice, ambos anteriormente pertenciam às bandas Vanilla Fudge e Cactus.